# Ancienne ville de Damas
Le Vieux Damas est le nom de l'ancien quartier de la ville de Damas, qui est la plus ancienne ville habitée du monde et la plus ancienne capitale de l'histoire. Le vieux quartier est situé à l'intérieur des murs de la ville historique de Damas et se distingue par ses bâtiments et temples datant de plusieurs époques, ses lieux saints d'églises et de mosquées qui sont un symbole de religions, et ses rues et routes sur lesquelles des saints, des compagnons du Messager Mahomet, des rois, des dirigeants, des érudits et de grands faiseurs d'histoire marchaient. En 1979, la vieille ville de Damas a été inscrite sur la liste du patrimoine mondial de l'UNESCO.
Le vieux Damas se caractérise par le style de l'architecture damascène, célèbre pour son style unique. Les résidents locaux appellent les maisons de Damas construites dans l'ancien style damasquiné « maisons arabes », qui se caractérisent par une cour intérieure spacieuse entourée de pièces et au milieu de laquelle est une belle baie. Elle se compose d'un ou deux étages avec beaucoup d'art architectural et donne sur la cour remplie de parterres de plantes. La ville contient de nombreuses mosquées, églises, écoles historiques, sanctuaires, sanctuaires, palais, rues pavées, et des ruelles enchantées habitées par le parfum de l'histoire.
Le vieux Damas comprend de nombreux quartiers anciens, des marchés, des khans, des mosquées, des églises, des écoles, des rues pavées, la citadelle et le mur romain. Il convient de noter qu'il comprend la plupart des antiquités de la ville de Damas. Alors que le Vieux Damas ne constitue qu'environ 5% de la superficie de la ville actuelle de Damas, les monuments historiques de la ville se distinguent par le fait qu'ils remontent à plusieurs périodes et époques de civilisations qui se sont succédé dans la ville antique., dont la construction remonte à des milliers d'années.
Le Vieux Damas est situé près du centre de Damas, représenté par la région de Marjah.

## Monuments du vieux Damas
Historiquement, de nombreux monuments de l'ancienne Damas ont été détruits il y a des centaines d'années par des tremblements de terre et des guerres, tout comme des parties de l'ancienne Damas ont été détruites au cours des périodes historiques précédentes et, à chaque période, les bâtiments endommagés ont été reconstruits et restaurés. qui remontent à des époques relativement lointaines ont atteint l'époque actuelle. Elle est bien moderne, et pendant la Seconde Guerre mondiale et le mandat français en Syrie, certains temples et marchés ont également été vandalisés et restaurés. Par conséquent, vous constatez que l'ancien de la ville les monuments, les rues, les portes et les marchés ont préservé une grande partie de l’histoire parfumée.
Le vieux Damas regorge de nombreux monuments historiques importants, notamment :
- Mosquée des Omeyyades : elle contient le sanctuaire du chef de saint Jean-Baptiste et le sanctuaire du prophète Yahya bin Zakariya.
- Bimaristan Al-Nouri, qui est actuellement le siège du Musée de la médecine et des sciences arabes.
- Hospice de Sulaymaniyah, qui comprend le musée militaire syrien, un marché d'artisanat et une mosquée.

| Monuments du vieux Damas | Monuments du vieux Damas | Monuments du vieux Damas |
| --- | --- | --- |
| - Église mariale - Palais d'os - Château de Damas - Mausolée de Saladin Al-Ayyubi - Marché de Medhat Pacha - Rue droite - Église Ananias - Khan Asaad Pacha | - Mosquée Cheikh Mohieddin - Musée de la calligraphie arabe - Musée historique de Damas - Temple de Jupiter à Damas - La maison du Prince Abdelkader - Le bain de Nour al-Din le martyr - Le sanctuaire de Mme Ruqayya - Bibliothèque virtuelle | - Hospice de Sulaymaniyah - Portes du vieux Damas - Bureau de paroisse - Maison de Jabri - La maison de Nizam - Palais endormi - Place Marjeh - Café Al Nofra |

## Marchés du vieux Damas
| Les marchés les plus célèbres du vieux Damas                                                                                                 | | |
| - Marché d'Hamidiya - Marché d'Al-Buzuriyah - Marché Harika - Marché Attarin - Marché de Medhat Pacha - Marché du cuivre - Marché de la soie | - Marché de Mardam Bey - Marché du sucre - Marché Bab al-Jabiya - Vieux marché - Marché aux armes - Marché de Sarouja - Marché Harika | - Marché d'Al-Miskiyah - Marché d'Al-Asrouniya - Marché d'Al-Saqaleen - Marché de Qababiya - Marché des orfèvres - Marché douanier - Marché d'Al Manakhiliyah |

## Quartiers du vieux Damas
- Le poste à pouvoir
- Quartier Salihiya
- Quartier d'Al-Maïdan
- Quartier de Qanawat
- Quartier d'Al-Amara
- Quartier Al-Amin
- Quartier Bab Touma
- Quartier Bab Sharqi
- Quartier Sarouja
- Al-Qaymariya

## Portes du vieux Damas
Lorsque l'enceinte de la ville a été construite à l'époque romaine, elle était dotée de sept portes, dont certaines ont été démolies et d'autres construites à des époques ultérieures, dont huit portes subsistent à ce jour:
- Bab Touma, situé du côté nord-est de la vieille ville, près du quartier d'Al-Qassaa.
- Bab al-Jabiya, situé du côté ouest de la vieille ville, à l'entrée actuelle du marché de Medhat Pacha.
- Bab Kisan, situé à l'extrémité sud-est de la vieille ville, près de la zone industrielle, de l'ancien quartier juif et du rond-point Hassan al-Kharrat, à l'extérieur des murs de la vieille ville (transformé en église).
- Bab al-Salam, elle est située à l'est de Bab al-Faradis, sur un coude du mur qui fait sa direction vers l'est.
- Bab Al-Faraj, situé du côté nord des remparts de la ville, entre le marché d'Al-Asrouniyah et le marché d'Al-Manakhiliyah.
- Bab Sharqi, située à l'entrée est de la vieille ville, est la seule à conserver son architecture romaine.
- Bab Al-Faradis (également connu sous le nom de Bab Al-Amara).
- Bab Al-Saghir, situé au sud de la ville, près du quartier d'Al-Shaghour.

### Des portes qui disparaissent
1. Bab al-Janiq, qui n'existe plus aujourd'hui, était située entre Bab al-Salam et Bab Touma.
2. Bab al-Nasr, qui n'existe pas aujourd'hui, était située du côté ouest du mur, directement au sud de la citadelle.
3. Bab Srijeh, situé entre le quartier de Bab al-Jabiya et la rue Khaled Ibn al-Walid, comprend la caserne des pompiers et le shrebishat.

Ces dernières années, des restaurants luxueux, des galeries d'art, des cafés modernes et des installations touristiques se sont répandus dans les anciens bâtiments. Le vieux Damas éblouit ses visiteurs par la splendeur de ses antiquités, ses maisons, le charme de ses quartiers et son histoire qui raconte la grandeur de cette ville.

## Vieilles églises de Damas
La Syrie antique a créé les arts de l'architecture d'église basés sur le christianisme et l'hellénisme. La tendance au renouveau y est apparue et des formes sont apparues dans les domaines de ces arts qui n'étaient ni grecques ni romaines, mais plutôt damasquines, nouvelles dans la vie créative mondiale. et avec une orientation locale purement syrienne.
À Damas et en Syrie, les arts de construire la civilisation et d'inventer un nouvel art se sont établis, aidés par son inventaire culturel et artistique ancien, qui plonge ses racines dans les profondeurs de l'histoire. Dans la ville antique, vous trouverez une architecture religieuse et civile syrienne sophistiquée. des styles qui ont leur propre caractère.
L'architecture des églises du Ier au VIIe siècle après J.-C. n'est qu'un exemple clair de cette architecture et de sa contribution à l'émergence de nouveaux éléments architecturaux spécifiques à la Syrie en général et à Damas en particulier. Damas abrite un grand nombre des monuments chrétiens les plus importants. L'importance de Damas réside peut-être dans le fait qu'elle a joué un rôle de premier plan dans l'émergence du christianisme. C'est là que l'apôtre Paul a embrassé la nouvelle religion sous la direction de l'apôtre Ananias. Damas devint le siège de l'évêché, précédé seulement en rang par Antioche. En l'an 379 après J.-C., l'empereur Théodose Ier fit construire une église Saint-Jean-Baptiste à l'endroit où se dressait autrefois le temple de Jupiter de Damas.
Il y avait quinze monastères dans la Ghouta de Damas et dans les contreforts du mont Qasioun, dont le monastère de Maran et le monastère d'Al-Nairbin, où il est dit que sainte Anne, la mère de la Vierge Marie, y résidait ou y fut enterrée., tel que rapporté par Ibn Asakir dans l'Histoire de Damas.